# Giải đua ô tô Công thức 1 Hungary 2024
Giải đua ô tô Công thức 1 Hungary 2024 (tên chính thức là Formula 1 Hungarian Grand Prix 2024) là một chặng đua Công thức 1 được tổ chức vào ngày 21 tháng 7 năm 2024 tại Trường đua Hungaroring ở Mogyoród, Hungary. Chặng đua này là chặng đua thứ 13 của Giải đua xe Công thức 1 2024.

## Bối cảnh
Giải đua ô tô Công thức 1 Hungary 2024 được tổ chức vào cuối tuần từ ngày 19 đến ngày 21 tháng 7 tại Trường đua Hungaroring ở Mogyoród. Đây là lần thứ 39 trường đua này tổ chức một chặng đua Công thức 1. Giải đua ô tô Công thức 1 Hungary 2024 là chặng đua thứ 13 của Giải đua xe Công thức 1 2024 và là phiên bản thứ 39 của Giải đua ô tô Công thức 1 Hungary.

### Bảng xếp hạng các tay đua và đội đua trước chặng đua
Sau Giải đua ô tô Công thức 1 Anh, Max Verstappen dẫn đầu bảng xếp hạng các tay đua với 255 điểm trước Lando Norris (171 điểm) với khoảng cách 84 điểm và Charles Leclerc (150 điểm) với khoảng cách 105 điểm. Red Bull Racing dẫn đầu bảng xếp hạng các đội đua với 373 điểm, cách Ferrari (302 điểm) 71 điểm và cách McLaren (295 điểm) 78 điểm.

### Danh sách các tay đua và đội đua
Danh sách các tay đua và đội đua cho chặng đua này không có thay đổi nào so với danh sách các tay đua và đội đua tham gia mùa giải. Oliver Bearman thế chỗ Nico Hülkenberg tại Haas trong buổi đua thử đầu tiên.

### Lựa chọn hợp chất lốp
Nhà cung cấp lốp xe Pirelli mang đến các hợp chất lốp C3, C4 và C5 (ba hợp chất lốp mềm nhất trong số các hợp chất lốp), lần lượt được tiêu chuẩn hóa là cứng (hard), trung bình (medium) và mềm (soft) để các đội sử dụng trong suốt sự kiện này.

## Tường thuật

### Buổi đua thử
Ba buổi đua thử được tổ chức tại Giải đua ô tô Công thức 1 Hungary 2024. Buổi đua thử đầu tiên được tổ chức vào ngày 19 tháng 7 năm 2024 lúc 13:30 giờ địa phương (UTC+2). Carlos Sainz Jr. của Ferrari đứng đầu chung cuộc sau buổi đua thử đầu tiên trước Max Verstappen của Red Bull Racing và đồng đội Charles Leclerc tại Ferrari với thời gian là 1:18,713 phút. Buổi đua thử thứ hai được tổ chức vào lúc 17:00 giờ địa phuơng (UTC+1) cùng ngày. Lando Norris của McLaren đứng đầu chung cuộc sau buổi đua thử thứ hai trước Verstappen và Sainz Jr. với thời gian là 1:17,788 phút. Buổi đua thử thứ ba và cuối cùng sẽ được tổ chức vào ngày 20 tháng 7 năm 2024 lúc 12:30 giờ địa phuơng (UTC+1). Norris đứng đầu chung cuộc sau buổi đua thử thứ ba trước đồng đội McLaren là Oscar Piastri và Verstappen với thời gian là 1:16,098 phút.

### Vòng phân hạng
Vòng phân hạng được tổ chức vào ngày 6 tháng 7 năm 2024 lúc 15:00 giờ địa phương (UTC+2), bao gồm ba phần với thời gian là 45 phút và các vị trí xuất phát cho cuộc đua chính được xác định. Các tay đua có 18 phút ở phần đầu tiên (Q1) để tiếp tục tham gia phần thứ hai (Q2) của vòng phân hạng cuộc đua chính. Tất cả các tay đua đạt được thời gian trong phần đầu tiên với thời gian tối đa 107% thời gian nhanh nhất được phép tham gia cuộc đua chính. 15 tay đua dẫn đầu phần này lọt vào phần tiếp theo. Sergio Pérez lao vào hàng rào và làm hỏng chiếc xe của anh khiến vòng phân hạng bị gián đoạn trong khi các rào chắn được sửa chữa. Sau khi Q1 kết thúc, Daniel Ricciardo của RB đứng đầu với thời gian nhanh nhất là 1:17,050 phút trong khi Pérez, George Russell của Mercedes, Chu Quán Vũ của Kick Sauber và hai tay đua Alpine bị loại. 
Phần thứ hai (Q2) kéo dài 15 phút và mười tay đua nhanh nhất của phần này đi tiếp vào phần thứ ba (Q3) và cuối cùng của vòng phân hạng cuộc đua. Sau khi Q2 kết thúc, Norris đứng đầu với thời gian nhanh nhất là 1:15,540 phút trong khi hai tay đua Haas, Valtteri Bottas của Kick Sauber và hai tay đua Williams bị loại.
Phần thứ ba (Q3) và cuối cùng kéo dài 12 phút, trong đó mười vị trí xuất phát đầu tiên được xác định sẵn cho cuộc đua chính. Tsunoda Yūki trong chiếc RB đã dính vào một vụ va chạm nặng khiến khung xe của anh bị hư hỏng. Cờ đỏ đã được dựng lần thứ hai và cuối cùng để gián đoạn vòng phân hạng. Với thời gian nhanh nhất là 1:15,227 phút, Norris giành vị trí pole cho cuộc đua chính trước Piastri và Verstappen. McLaren đã giành hai vị trí xuất phát đầu tiên kể từ Giải đua ô tô Công thức 1 Brasil 2012.

### Cuộc đua chính
Cuộc đua chính được tổ chức vào ngày 21 tháng 7 năm 2024 lúc 15:00 giờ địa phương (UTC+2) và bao gồm 70 vòng đua.
Pierre Gasly đã thay đổi đối bộ phận năng lượng của anh trong điều kiện parc fermé khiến anh xuất phát cuộc đua chính ở làn pit mặc dù vị trí xuất phát thứ 20 của anh không bị ảnh hưởng. Tuy nhiên, anh đã bỏ cuộc do những nghi ngờ về hệ thống thủy lực bị rò rỉ.
Piastri giành chiến thắng cuộc đua chính trước Norris và Hamilton, trong đó McLaren về đích ở hai vị trí dẫn đầu kể từ Giải đua ô tô Công thức 1 Ý 2021 và Hamilton lên bục trao giải lần thứ 200 trong sự nghiệp. Bên cạnh đó, Piastri giành chiến thắng đầu tiên trong sự nghiệp. Các tay đua còn lại ghi điểm trong cuộc đua là Leclerc, Verstappen, Sainz, Pérez, Russell, Tsunoda và Stroll.

## Kết quả

### Vòng phân hạng
| Vị trí                    | Số xe | Tay đua          | Đội đua                      | Q1       | Q2       | Q3       | Vị trí xuất phát |
| ------------------------- | ----- | ---------------- | ---------------------------- | -------- | -------- | -------- | ---------------- |
| 1                         | 4     | Lando Norris     | McLaren-Mercedes             | 1:17,755 | 1:15,540 | 1:15,227 | 1                |
| 2                         | 81    | Oscar Piastri    | McLaren-Mercedes             | 1:17,504 | 1:15,785 | 1:15,249 | 2                |
| 3                         | 1     | Max Verstappen   | Red Bull Racing-Honda RBPT   | 1:17,087 | 1:15,770 | 1:15,273 | 3                |
| 4                         | 55    | Carlos Sainz Jr. | Ferrari                      | 1:17,244 | 1:15,885 | 1:15,696 | 4                |
| 5                         | 44    | Lewis Hamilton   | Mercedes                     | 1:17,087 | 1:16,307 | 1:15,854 | 5                |
| 6                         | 16    | Charles Leclerc  | Ferrari                      | 1:17,437 | 1:15,891 | 1:15,905 | 6                |
| 7                         | 14    | Fernando Alonso  | Aston Martin Aramco-Mercedes | 1:17,624 | 1:16,117 | 1:16,043 | 7                |
| 8                         | 18    | Lance Stroll     | Aston Martin Aramco-Mercedes | 1:17,405 | 1:16,075 | 1:16,244 | 8                |
| 9                         | 3     | Daniel Ricciardo | RB-Honda RBPT                | 1:17,050 | 1:16,202 | 1:16,447 | 9                |
| 10                        | 22    | Tsunoda Yūki     | RB-Honda RBPT                | 1:17,436 | 1:16,121 | 1:16,477 | 10               |
| 11                        | 27    | Nico Hülkenberg  | Haas-Ferrari                 | 1:17,362 | 1:16,317 | –        | 11               |
| 12                        | 77    | Valtteri Bottas  | Kick Sauber-Ferrari          | 1:17,487 | 1:16,384 | –        | 12               |
| 13                        | 23    | Alexander Albon  | Williams-Mercedes            | 1:17,280 | 1:16,429 | –        | 13               |
| 14                        | 2     | Logan Sargeant   | Williams-Mercedes            | 1:17,770 | 1:16,543 | –        | 14               |
| 15                        | 20    | Kevin Magnussen  | Haas-Ferrari                 | 1:17,851 | 1:16,548 | –        | 15               |
| 16                        | 11    | Sergio Pérez     | Red Bull Racing-Honda RBPT   | 1:17,886 | –        | –        | 16               |
| 17                        | 63    | George Russell   | Mercedes                     | 1:17,968 | –        | –        | 17               |
| 18                        | 24    | Chu Quán Vũ      | Kick Sauber-Ferrari          | 1:18,037 | –        | –        | 18               |
| 19                        | 31    | Esteban Ocon     | Alpine-Renault               | 1:18,049 | –        | –        | 19               |
| 20                        | 10    | Pierre Gasly     | Alpine-Renault               | 1:18,166 | –        | –        | Làn pit1         |
| Thời gian 107%: 1:22,4433 |       |                  |                              |          |          |          |                  |

Chú thích
- ^1  – Pierre Gasly kết thúc vòng phân hạng chung cuộc ở vị trí thứ 20 nhưng được yêu cầu bắt đầu cuộc đua chính từ phía sau đoàn đua vì đã thay thế phần tử đơn vị năng lượng mà không có sự chấp thuận của ban đại diện kỹ thuật trong điều kiện parc fermé.[12]
- ^2  – Vòng phân hạng được tổ chức dưới điều kiện thời tiết mưa ướt nên quy tắc 107% không có hiệu lực.

### Cuộc đua chính
| Vị trí                                                                               | Số xe | Tay đua          | Đội đua                      | Số vòng | Thời gian/ Bỏ cuộc | Vị trí xuất phát | Số điểm |
| ------------------------------------------------------------------------------------ | ----- | ---------------- | ---------------------------- | ------- | ------------------ | ---------------- | ------- |
| 1                                                                                    | 81    | Oscar Piastri    | McLaren-Mercedes             | 70      | 1:38:01,989        | 2                | 25      |
| 2                                                                                    | 4     | Lando Norris     | McLaren-Mercedes             | 70      | + 2,141            | 1                | 18      |
| 3                                                                                    | 44    | Lewis Hamilton   | Mercedes                     | 70      | + 14,880           | 5                | 15      |
| 4                                                                                    | 16    | Charles Leclerc  | Ferrari                      | 70      | + 19,686           | 6                | 12      |
| 5                                                                                    | 1     | Max Verstappen   | Red Bull Racing-Honda RBPT   | 70      | + 21,349           | 3                | 10      |
| 6                                                                                    | 55    | Carlos Sainz Jr. | Ferrari                      | 70      | + 23,073           | 4                | 8       |
| 7                                                                                    | 11    | Sergio Pérez     | Red Bull Racing-Honda RBPT   | 70      | + 39,792           | 16               | 6       |
| 8                                                                                    | 63    | George Russell   | Mercedes                     | 70      | + 42,368           | 17               | 51      |
| 9                                                                                    | 22    | Tsunoda Yūki     | RB-Honda RBPT                | 70      | + 1:17,259         | 10               | 2       |
| 10                                                                                   | 18    | Lance Stroll     | Aston Martin Aramco-Mercedes | 70      | + 1:17,976         | 8                | 1       |
| 11                                                                                   | 14    | Fernando Alonso  | Aston Martin Aramco-Mercedes | 70      | + 1:22,460         | 7                |         |
| 12                                                                                   | 3     | Daniel Ricciardo | RB-Honda RBPT                | 69      | + 1 vòng           | 9                |         |
| 13                                                                                   | 27    | Nico Hülkenberg  | Haas-Ferrari                 | 69      | + 1 vòng           | 11               |         |
| 14                                                                                   | 23    | Alexander Albon  | Williams-Mercedes            | 69      | + 1 vòng           | 13               |         |
| 15                                                                                   | 20    | Kevin Magnussen  | Haas-Ferrari                 | 69      | + 1 vòng           | 15               |         |
| 16                                                                                   | 77    | Valtteri Bottas  | Kick Sauber-Ferrari          | 69      | + 1 vòng           | 12               |         |
| 17                                                                                   | 2     | Logan Sargeant   | Williams-Mercedes            | 69      | + 1 vòng           | 14               |         |
| 18                                                                                   | 31    | Esteban Ocon     | Alpine-Renault               | 69      | + 1 vòng           | 19               |         |
| 19                                                                                   | 24    | Chu Quán Vũ      | Kick Sauber-Ferrari          | 69      | + 1 vòng           | 18               |         |
| Bỏ cuộc                                                                              | 10    | Pierre Gasly     | Alpine-Renault               | 33      | Thủy lực           | Làn pit          |         |
| Vòng đua nhanh nhất: George Russell (Ferrari) - 1:20,305 (vòng đua thứ 55)           |       |                  |                              |         |                    |                  |         |
| Tay đua xuất sắc nhất cuộc đua: Oscar Piastri (McLaren-Mercedes), 34,9% số phiếu bầu |       |                  |                              |         |                    |                  |         |

Chú thích
- ^1  – Bao gồm một điểm cho vòng đua nhanh nhất.[13]

## Bảng xếp hạng sau chặng đua

### Bảng xếp hạng các tay đua
| Vị trí | Tay đua          | Đội đua                      | Số điểm | Thay đổi vị trí |
| ------ | ---------------- | ---------------------------- | ------- | --------------- |
| 1      | Max Verstappen   | Red Bull Racing-Honda RBPT   | 265     | +/-0            |
| 2      | Lando Norris     | McLaren-Mercedes             | 189     | +/-0            |
| 3      | Charles Leclerc  | Ferrari                      | 162     | +/-0            |
| 4      | Carlos Sainz Jr. | Ferrari                      | 154     | +/-0            |
| 5      | Oscar Piastri    | McLaren-Mercedes             | 149     | +/-0            |
| 6      | Lewis Hamilton   | Mercedes                     | 125     | 2               |
| 7      | Sergio Pérez     | Red Bull Racing-Honda RBPT   | 124     | 1               |
| 8      | George Russell   | Mercedes                     | 116     | 1               |
| 9      | Fernando Alonso  | Aston Martin Aramco-Mercedes | 45      | +/-0            |
| 10     | Lance Stroll     | Aston Martin Aramco-Mercedes | 24      | +/-0            |

- Lưu ý: Chỉ có mười vị trí đứng đầu được liệt kê trên bảng xếp hạng này.

### Bảng xếp hạng các đội đua
| Vị trí | Đội đua                      | Số điểm | Thay đổi vị trí |
| ------ | ---------------------------- | ------- | --------------- |
| 1      | Red Bull Racing-Honda RBPT   | 389     | +/-0            |
| 2      | McLaren-Mercedes             | 338     | 1               |
| 3      | Ferrari                      | 322     | 1               |
| 4      | Mercedes                     | 241     | +/-0            |
| 5      | Aston Martin Aramco-Mercedes | 69      | +/-0            |
| 6      | RB-Honda RBPT                | 33      | +/-0            |
| 7      | Haas-Ferrari                 | 27      | +/-0            |
| 8      | Alpine-Renault               | 9       | +/-0            |
| 9      | Williams-Mercedes            | 4       | +/-0            |
| 10     | Kick Sauber-Ferrari          | 0       | +/-0            |